# Исаева, Клара Михайловна
Кла́ра Миха́йловна Иса́ева (16 августа 1925, Москва — 24 ноября 2022) — советский и российский киновед и педагог. Кандидат искусствоведения (1965). Заслуженный работник культуры России (1995).

## Биография
В 1949 году окончила киноведческий факультет Всесоюзного государственного института кинематографии (мастерская Иосифа Долинского). С 1948 по 1951 год работала старшим научным сотрудником отдела научной обработки отечественного фильмофонда Госфильмофонда СССР. С 1951 по 1960 год была заведующей кабинетом киноведения ВГИКа.
С 1951 года преподавала на киноведческом факультете ВГИКа. В 1952 году вступила в ВКП(б).
В 1965 году защитила диссертацию на соискание учёной степени кандидата искусствоведения по теме «Новые принципы отражения современности в киноискусстве 1953—1958 гг.».
С 1974 года — доцент кафедры киноведения ВГИКа.
Публиковалась по вопросам киноискусства с 1948 года. Автор книг по теории и истории отечественного кинематографа. Член Союзов кинематографистов СССР и Союза кинематографистов России.
Умерла 24 ноября 2022 года в Москве.

## Сочинения
- «Цветущая Украина»: Очерк о докум. фильме. — [Москва]: Госкиноиздат, 1952. — 39 с.
- Наш современник на экране. — М., 1961.
- Советская кинокомедия. — М., «Знание», 1962.
- Фильмы о советской деревне в киноискусстве 50-х годов. — М., 1967.
- Сергей Филиппов. — М., 1968.
- О средствах киновыразительности. — М., 1969.
- Нина Меньшикова. — М., 1970.
- Актёр в фильме. — М., «Знание», 1971.
- На экране — современник. — М., 1974.
- Роль. Актёр. Режиссёр: на съёмках фильма «Преступление и наказание». — М., «Искусство», 1975.
- Евгений Матвеев. — М., 1980.
- Изобразительное решение современного фильма. — М., 1982.
- Клара Лучко. — М., 1984.
- Советская операторская школа. 1930—1941. — М., 1987.
- История советского киноискусства в послевоенное время. — М., 1992.
- Кинооператоры игрового кино в дни Великой Отечественной войны. — М., 1999.

## Награды
- Заслуженный работник культуры России (1995)
- почётный кинематографист СССР
- отличник кинематографии СССР